# Кинда (река)
Кинда — река в России, протекает в Новосибирской и Томской областях. Устье реки находится в 21 км от устья по левому берегу протоки Симан, впадающей в 2795 км от устья по левому берегу Оби. Длина реки составляет 60 км, площадь водосборного бассейна 615 км².

## Данные водного реестра
По данным государственного водного реестра России относится к Верхнеобскому бассейновому округу, водохозяйственный участок реки — Обь от Новосибирского гидроузла до впадения реки Чулым, без рек Иня и Томь, речной подбассейн реки — бассейны притоков (Верхней) Оби до впадения Томи. Речной бассейн реки — (Верхняя) Обь до впадения Иртыша.
Код объекта в государственном водном реестре — 13010200712115200007069.